# Llac Rukwa
El llac Rukwa és un llac situat al sud-oest de Tanzània. És un llac alcalí entre el Llac Tanganyika i el Llac Nyasa. Es troba a uns 800 metres d'altitud en el sistema rift. Presenta grans fluctuacions interanuals en la seva mida. Fa uns 180 km de llargada i uns 32 km d'amplada, amb uns 5.760 km² de superfície.
Gairebé la meitat del llac es troba dins la Reserva de Caça d'Uwanda.